# Huvudvattenledning Norsborg-Stockholm

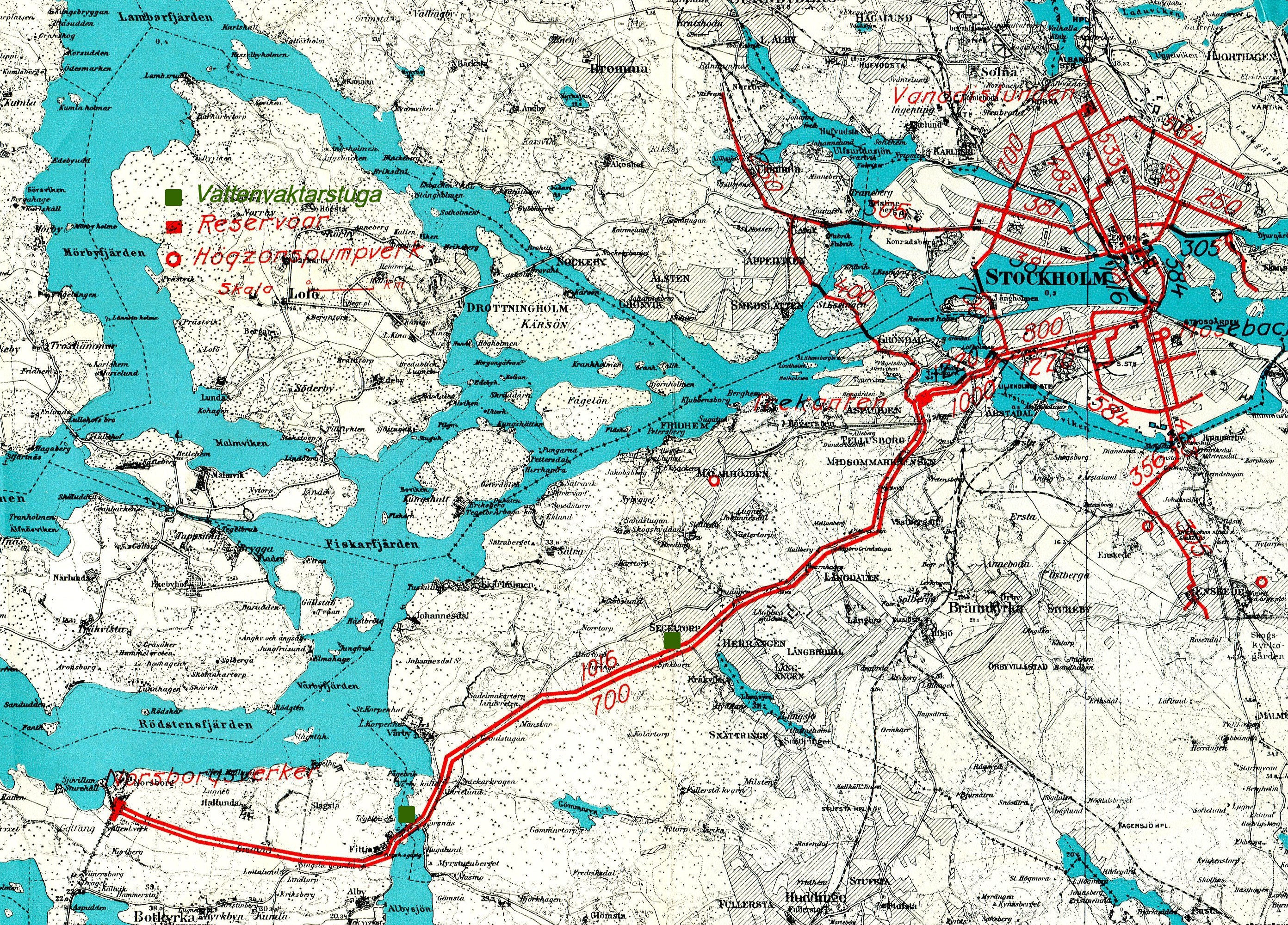
Stockholms huvudvattenledning och vattenledningsnät på 1920-talet

Huvudvattenledning Norsborg-Stockholm är Stockholms huvudledning för dricksvatten mellan Norsborgs vattenverk i Norsborg och Nybohovs vattenreservoar (även kallad Trekantsreservoaren) i Liljeholmen. Vattenledningen är cirka 20 kilometer lång och färdigställdes samtidigt med Norsborgsverket 1904. Den har renoverats några gånger och sedan den byggdes har fler dricksvattenledningar tillkommit exempelvis från Lovöverket 1933, men Norsborgsledningen är fortfarande Stockholms huvudvattenledning söderifrån.

## Bakgrund
I samband med uppförandet av Norsborgsverket planerades även huvudvattenledningen Norsborg och Trekanten. Ledningen projekterades för en vattenmängd av 100 000 m3 per dygn, som motsvarade verkets totala produktionskapacitet. För det krävdes det två rör med en diameter på 1 000 mm vardera.  Till en början lades bara en ledning och förbereddes för en andra. Så länge Årstaverken vid Årstaviken var i drift kunde man lita på denna lösning.

## Ledningsarbetena

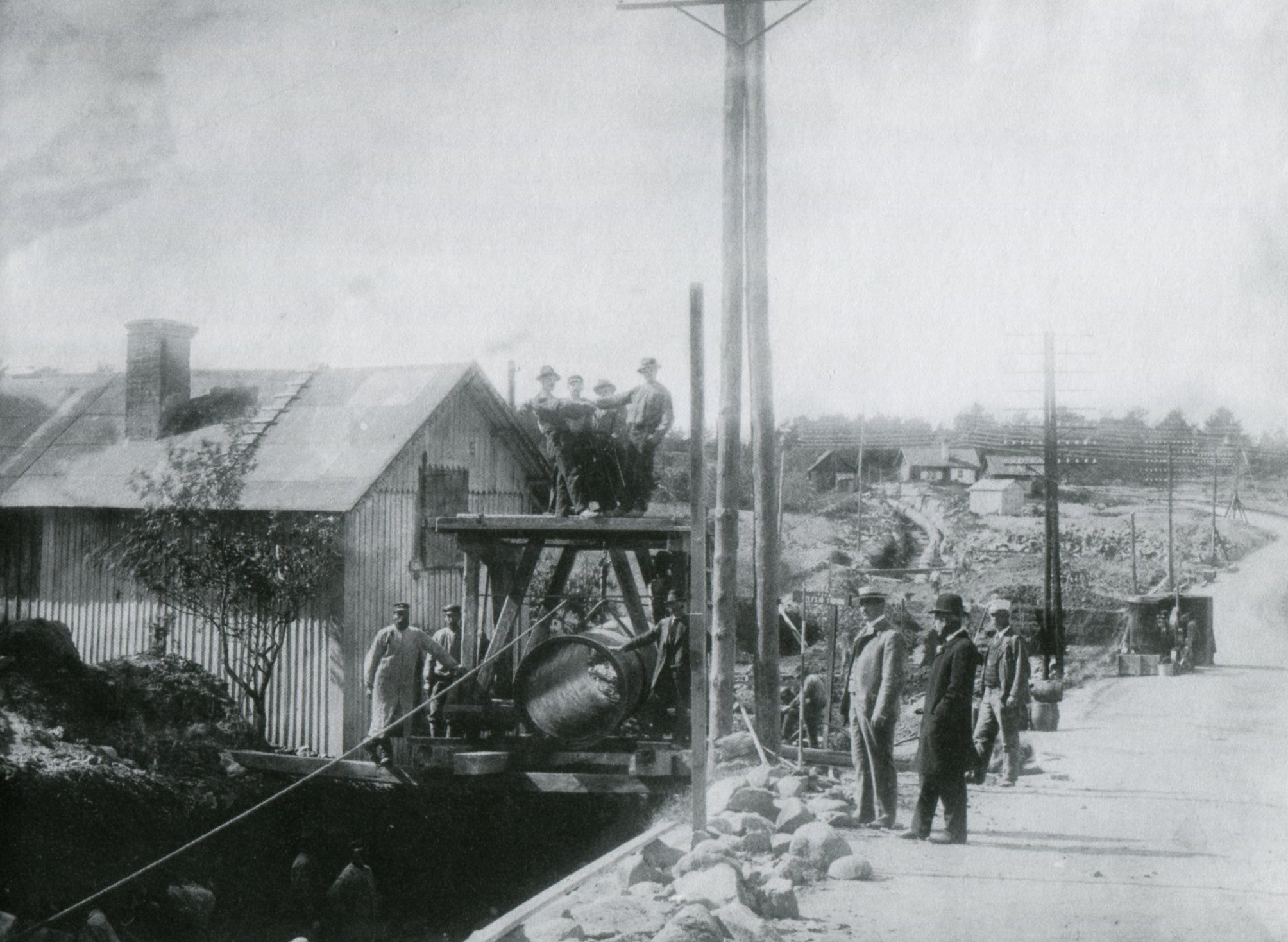
Läggning av 40-tums vattenledning längs Södertäljevägen, 1903.

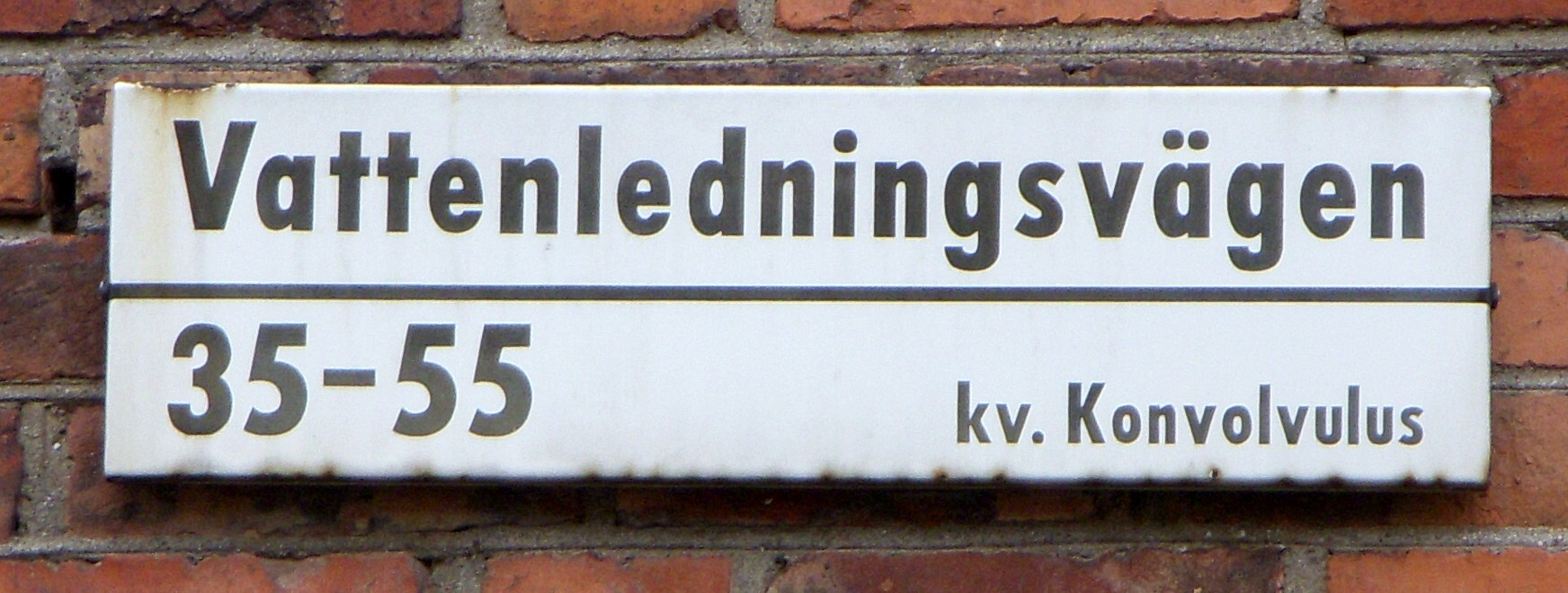
Vattenledningsvägen, Midsommarkransen.

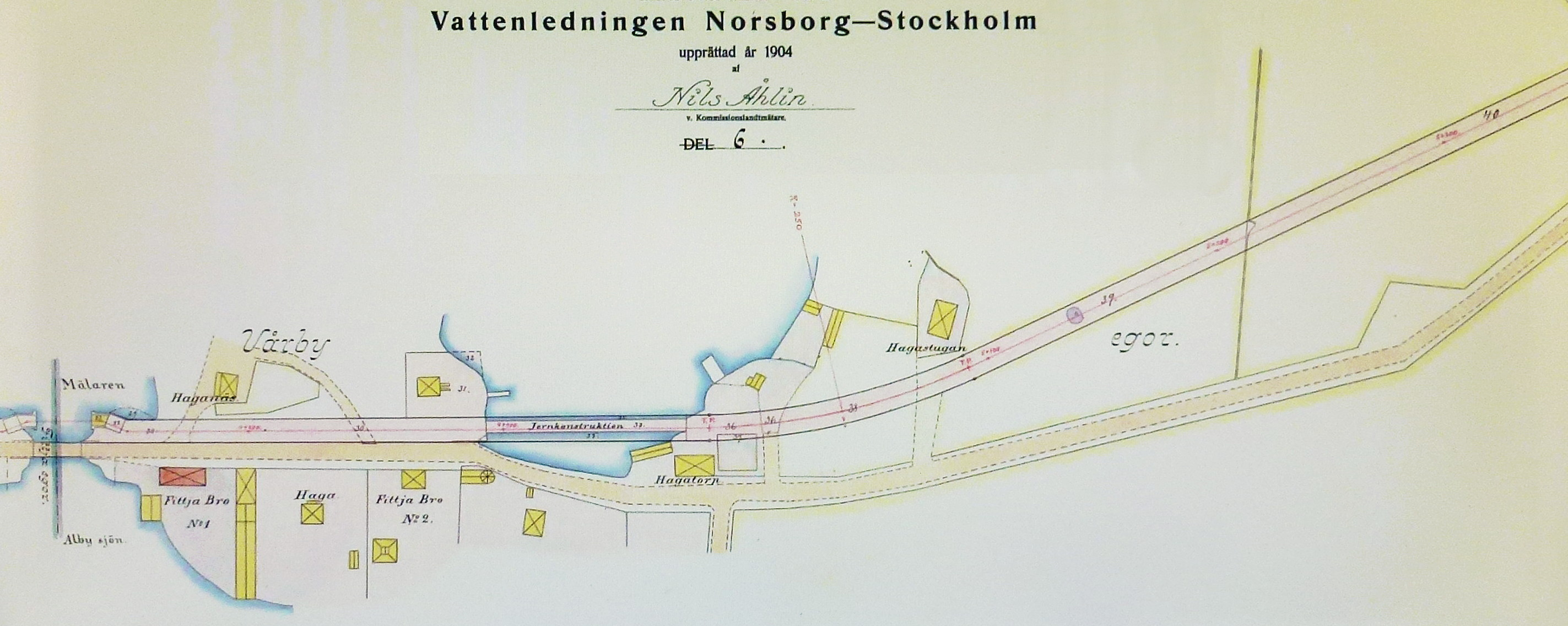
Uppmätning från 1904, vid Fittja bro.

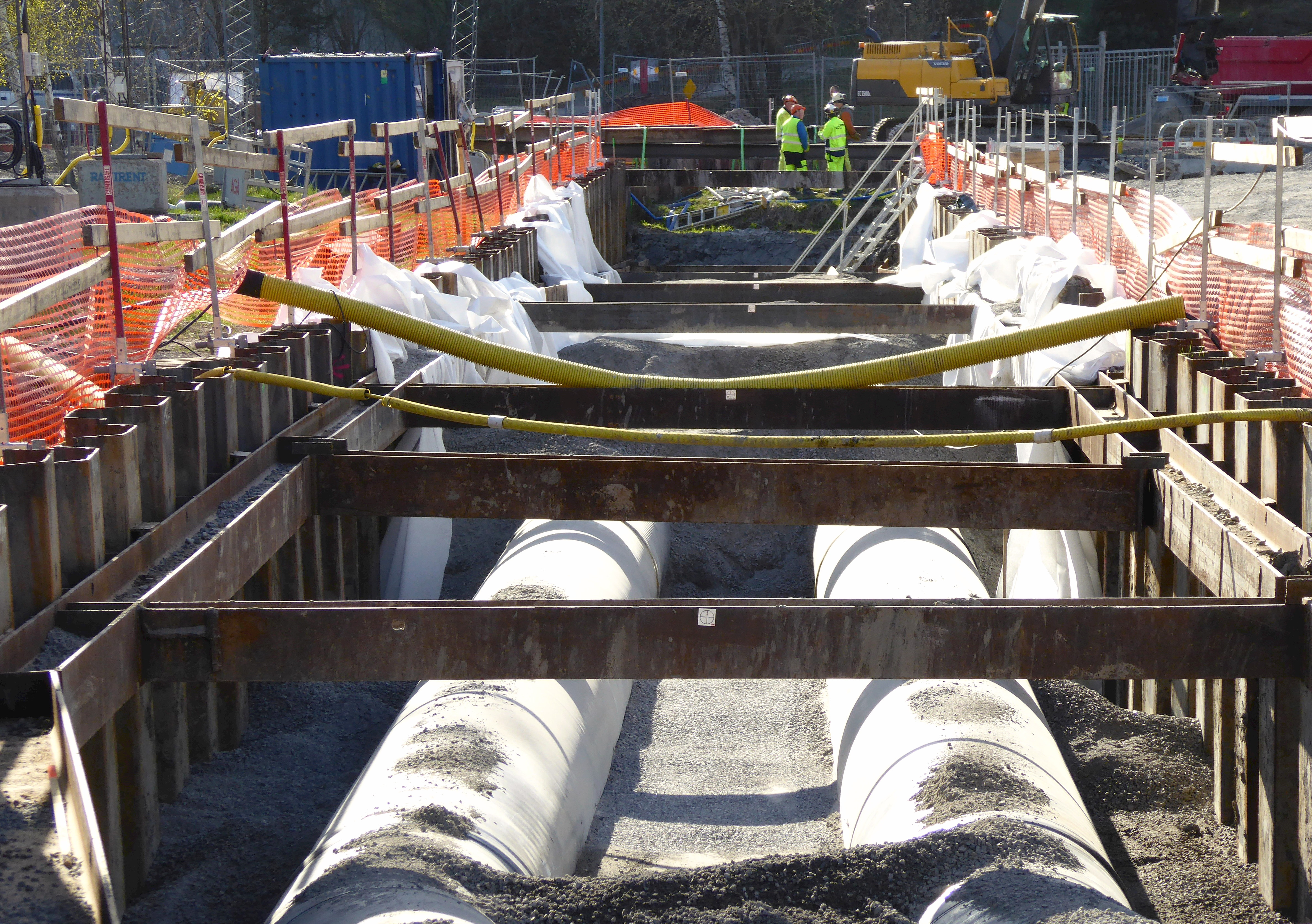
Huvudvattenledningen vid Kungens kurva läggs om för Förbifart Stockholm, 2015.

Arbetena med den cirka 16 km långa ledningen samt kompletterande ledningar i Stockholm började 1902 och avslutades 1904. Byggstarten hade dragit ut på tiden eftersom en långdragen expropriationsfråga måste lösas om marken där ledningen skulle grävas ner.
Ledningarna drogs förbi Botkyrka kyrka och Fittja under sundet mellan Albysjön och Vårbyfjärden, förbi Fittjanäset genom Vårby gård, söder om Segeltorp, genom Herrängen förbi Hökmossens gård, genom Midsommarkransen och slutligen till Nybohovs nya vattenreservoar; Trekantsreservoaren söder om sjön Trekanten i Gröndal. Ledningen följer, med några få undantag, sträckningen av Gamla Södertäljevägen respektive nuvarande Mickelsbergsvägen. Genom Midsommarkransen ligger ledningen under Tellusborgsvägen och Vattenledningsvägen (därav namnet).
Själva ledningen hade en dimension av 40 tum (1 016 mm) och var av gjutjärn. Ledningsbyggarna hade att övervinna flera svåra avsnitt. Genom sundet vid Fittjanäset var man tvungen att lägga ledningen fem meter under lågvattenytan, så att båttrafiken inte hindrades. Genom Fittjaviken öster om Fittja bro lades ledningen på en på pålar vilande ränna av betong. Längs sträckan utfördes även flera djupa bergsskärningar.
Trots maskinhjälp blev detta stora infrastrukturprojekt mycket arbetsintensivt. Tidvis uppgick arbetsstyrkan vid bygget för själva vattenverket till 300 man, lika många arbetade med huvudledningen och ytterliga 200 man var sysselsatta med Trekantsreservoaren och ledningen vidare in mot stadens centrala delar.
Längs sträckan fanns flera kontrollstationer med avstängningsventiler som vid Fittja bro och vid Häradsvägen i Segeltorp. Fronterna av dessa är formgivna som ett litet hus och utförda i granit. Några av de ursprungliga kontrollstationerna finns ännu kvar, de är numrerade och de i Fittja bär nummer 5 och 6 och den i Segeltorp har nummer 10. Det var således rätt många sådana stationer på sträckan från Norsborgs vattenverk till Trekanten. Det byggdes även flera luftningsstationer, även de utförda i granit. Gemensamt för alla dess byggnader var det borgliknande utseende som hade ritats av arkitekten för Norsborgsverket och Trekantsreservoaren; Erik Josephson. Alla byggnader hade även ett litet vapen över dörren visande Sankt Erik samt årtal. 
Omkring midsommar 1904 provtrycktes ledningen med vatten från Trekantsreservoaren och alla fel och brister åtgärdades. Sedan avvaktades starten av det nya vattenverket i Norsborg som invigdes den 6 oktober 1904. Enligt en annan källa var huvudledningen till staden inte fullbordat när Norsborgsverket stod klart och Trekantsreservoaren inte heller rengjord från byggsmuts.
För att övervaka ledningens funktion fanns två vattenvaktarstugor, en på Fittjanäset och en vid Häradsvägen i Segeltorp. Husen var personalbostad för vattenledningsvakten som var anställd av Stockholms vattenledningsverk. De var bemannade med en vattenvakt till en bit in på 1950-talet, båda husen finns kvar än idag.
Från Trekantsreservoaren gällde det även att fortsätta in mot stadens befintliga rörnät. Här fick man passera Liljeholmsviken med undervattensrör. På Södermalmssidan fortsatte huvudledningen till Hornsgatan. Den sista delen av detta arbete avslutades 1904 och då kunde man mata stadens befintliga rörnät både från Årstaviken och från Norsborg.

### Omläggning för Förbifart Stockholm
I april 2014 startade Stockholm Vatten arbetet med att flytta huvudvattenledningen med en ny sträckning under Vårby allé och Skärholmsvägen. Totalt rör det sig om 3 300 meter dubbla rörledningar. Arbetet, som beräknas pågår till hösten 2015, görs eftersom den gamla ledningsdragningen "kolliderar" med den nya trafikplatsen Kungens kurva och tunnlarna för den planerade västförbindelsen Förbifart Stockholm. Idag ligger ledningen under mittsträngen på Södertäljevägen (E4/E20).

## Bilder, i ledningens riktning (väst-öst)

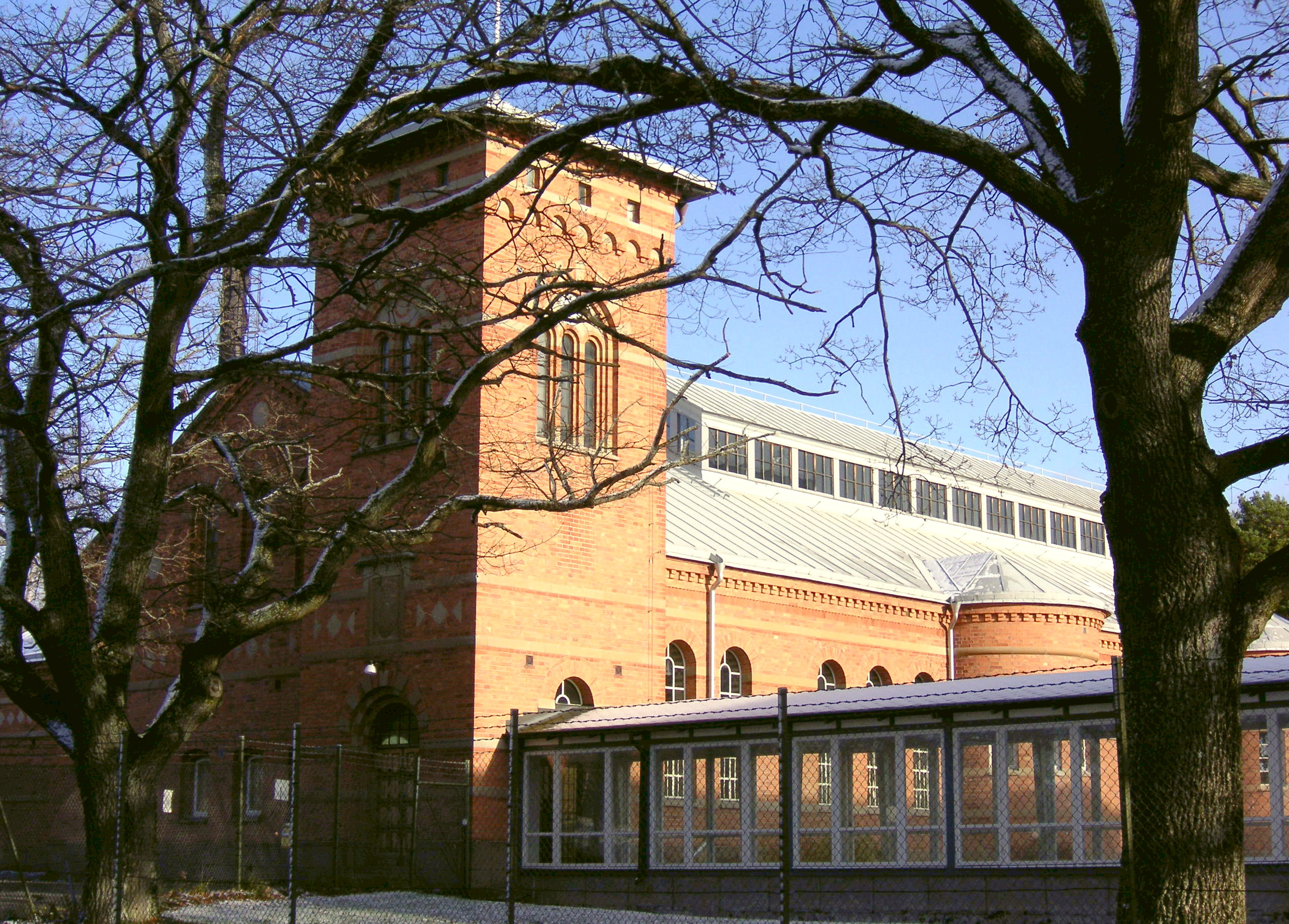
Start: Norsborgs vattenverk
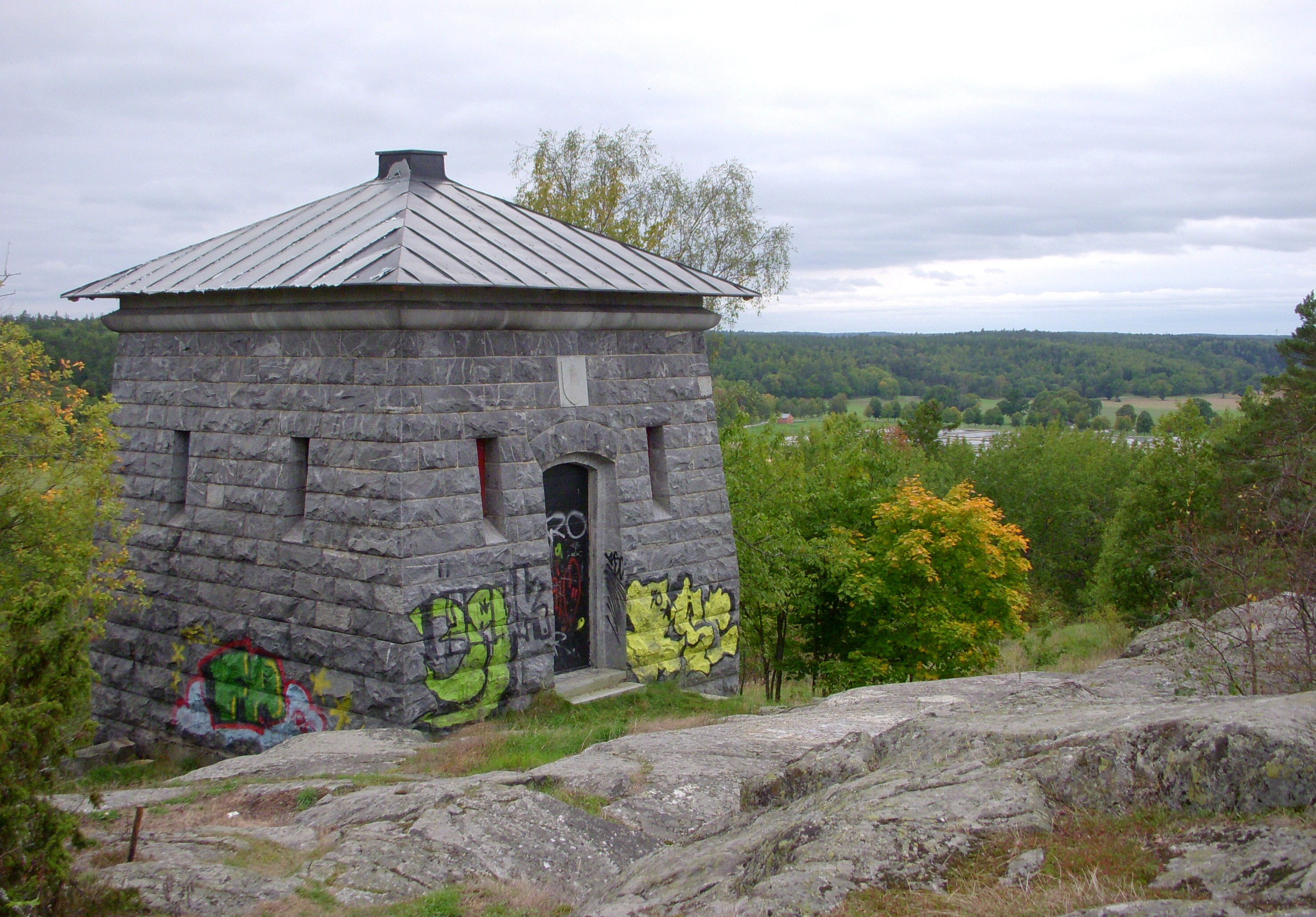
Svalltorn (ur funktion) strax öster om Norsborgs vattenverk
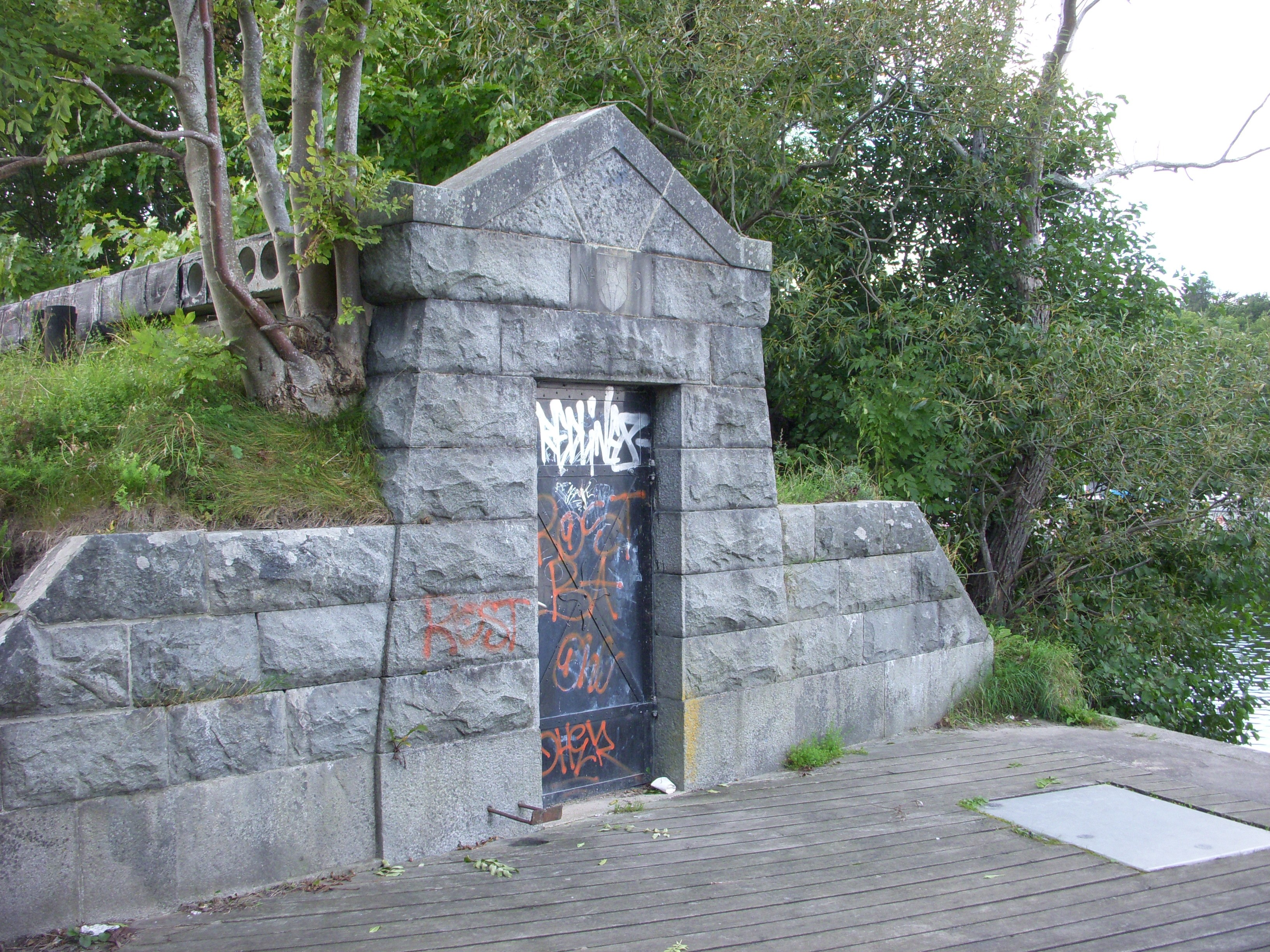
Västra kontrollstation vid Fittjanäset
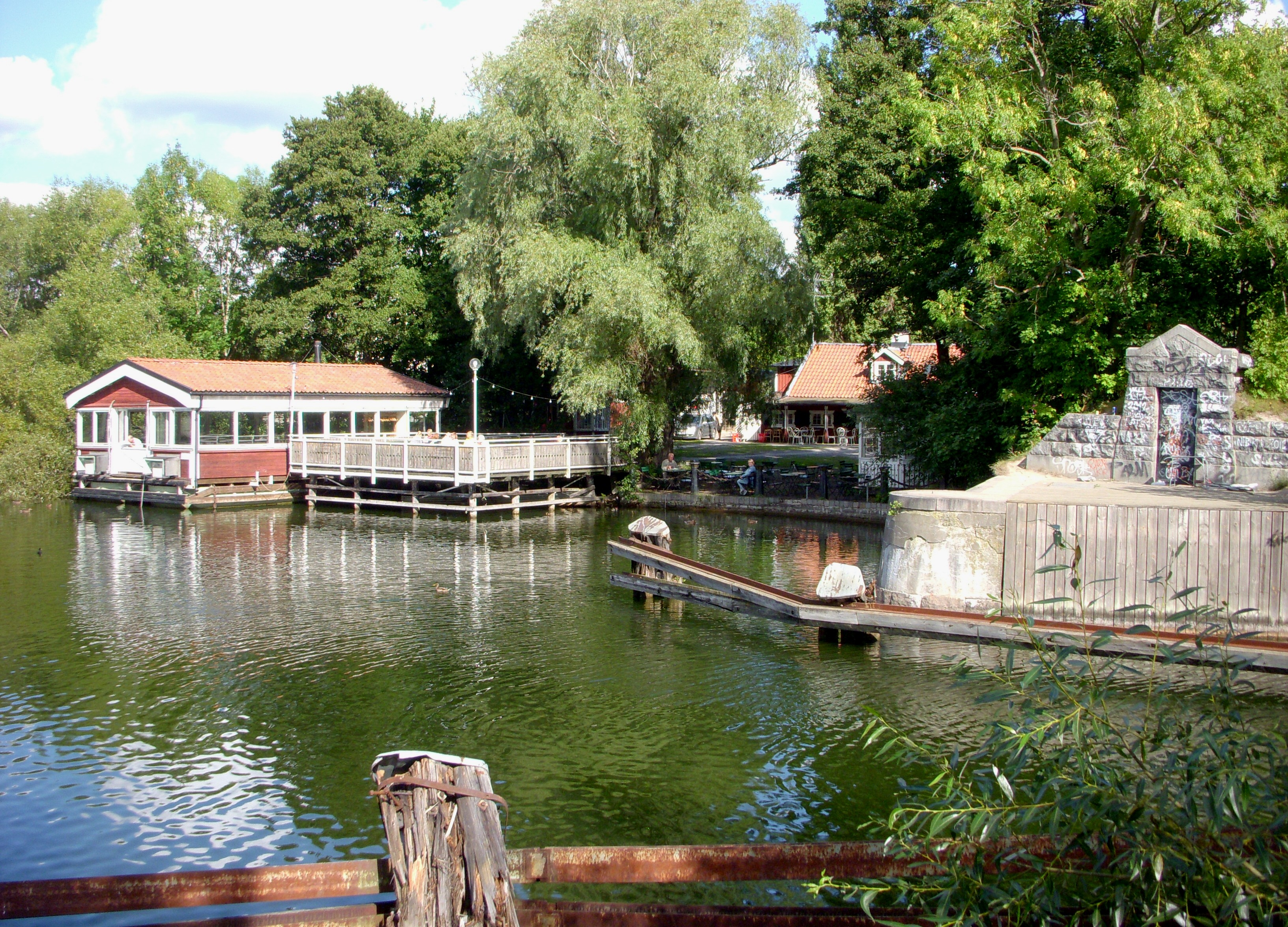
Passage och kontrollstation vid Fittjanäset
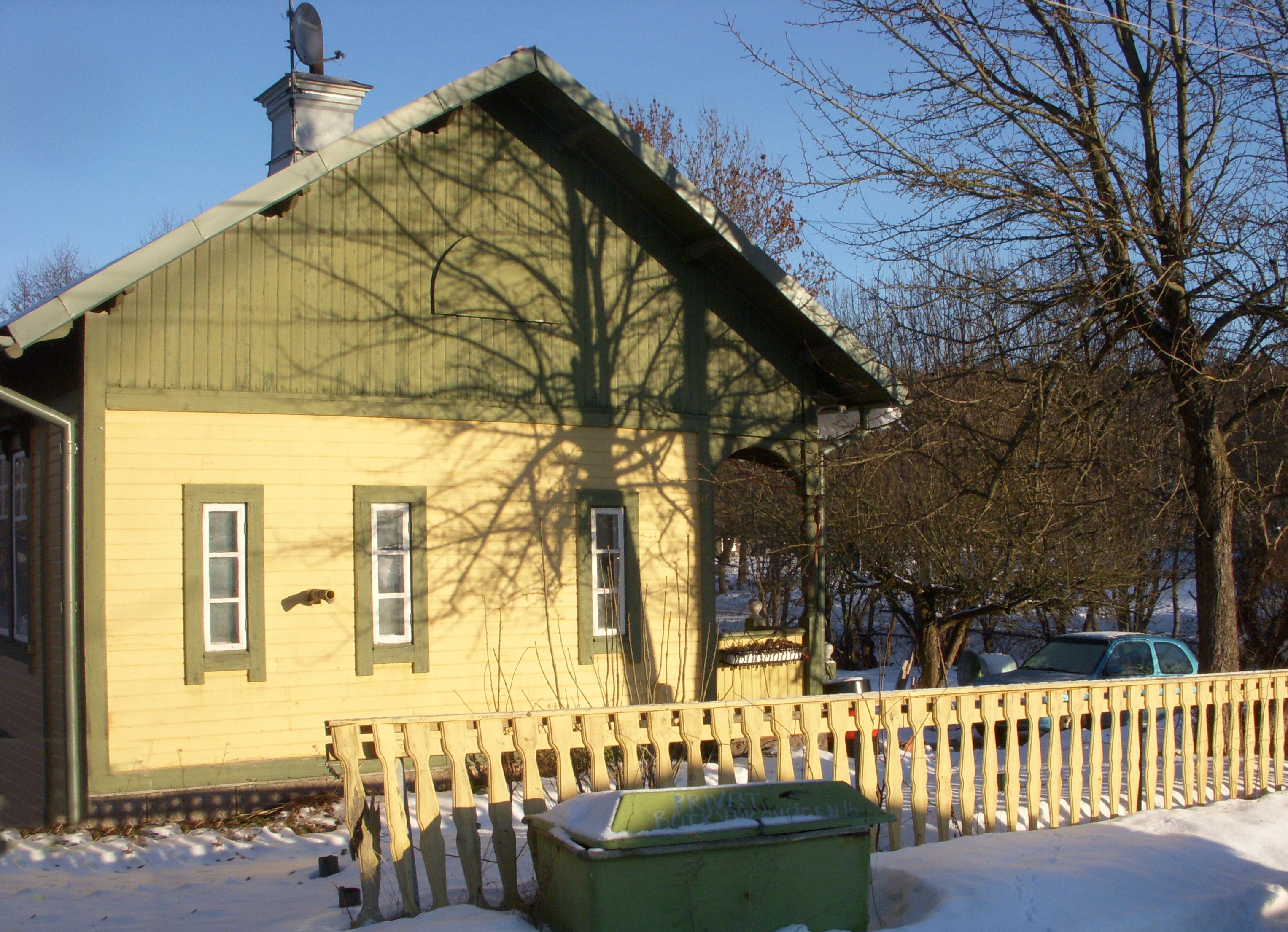
Vattenvaktarstugan vid Fittjanäset
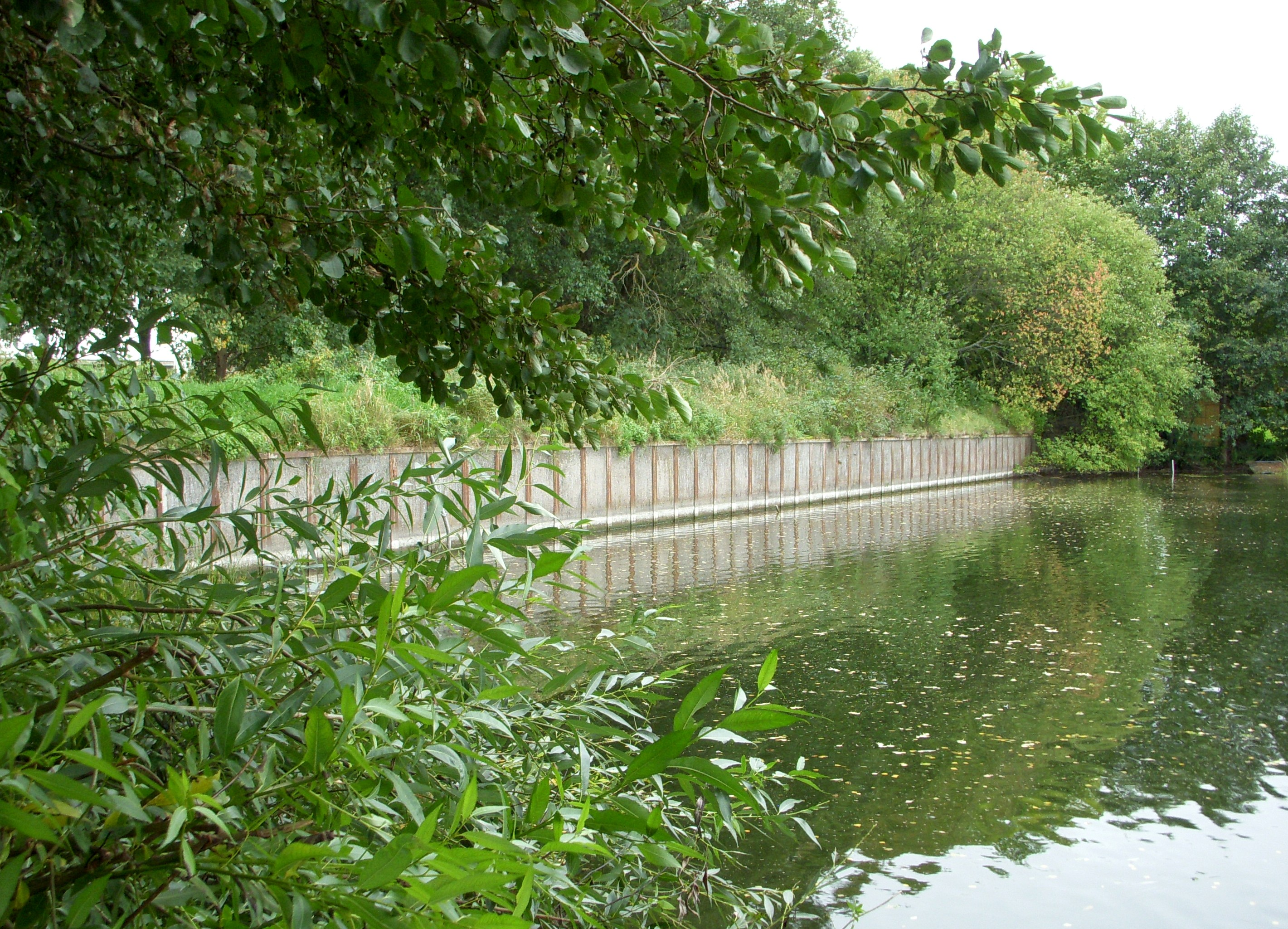
Huvudvattenledningen över Fittjaviken ligger i en ränna av järn och betong.
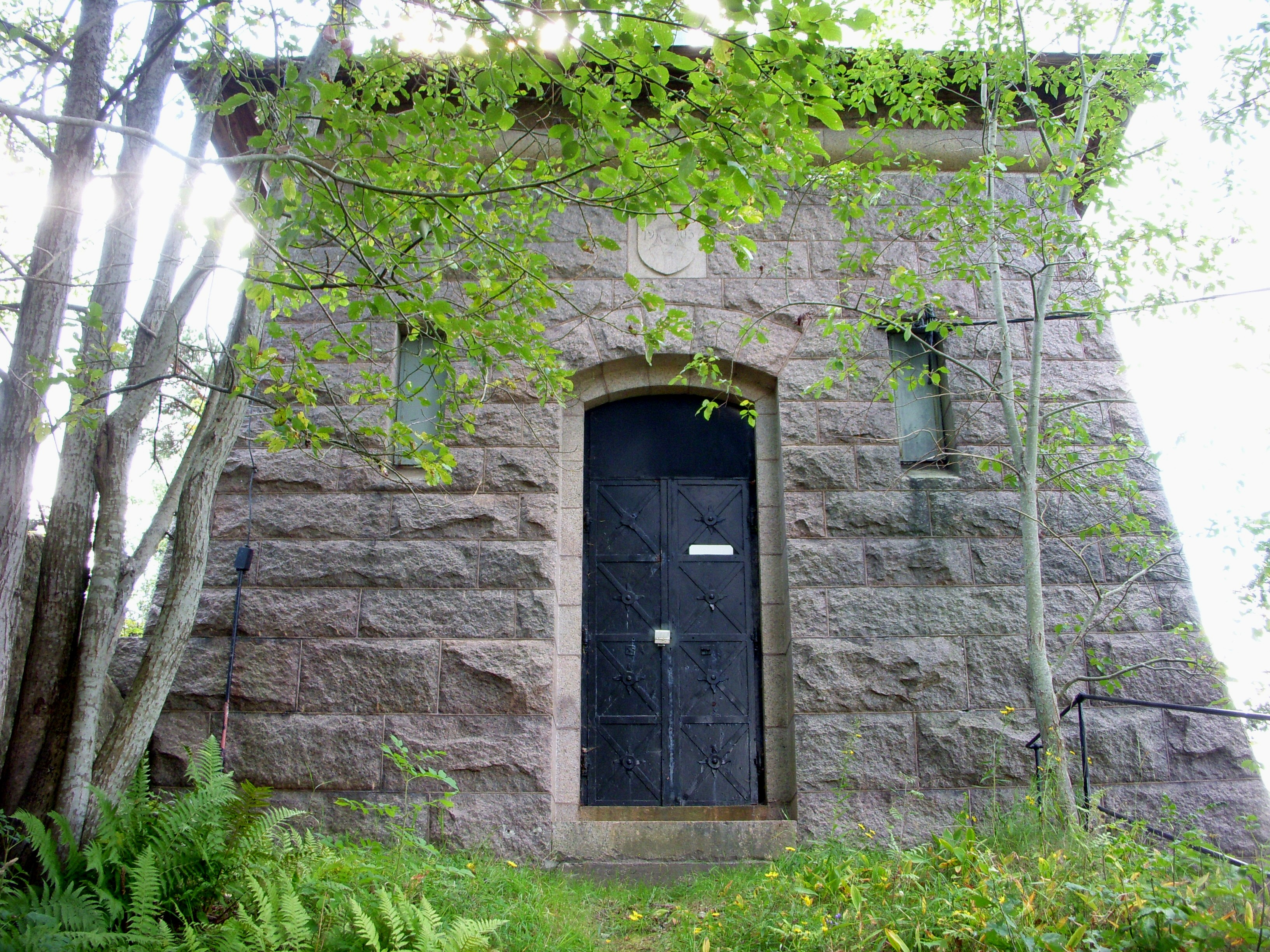
Luftningstorn i Vårby gård
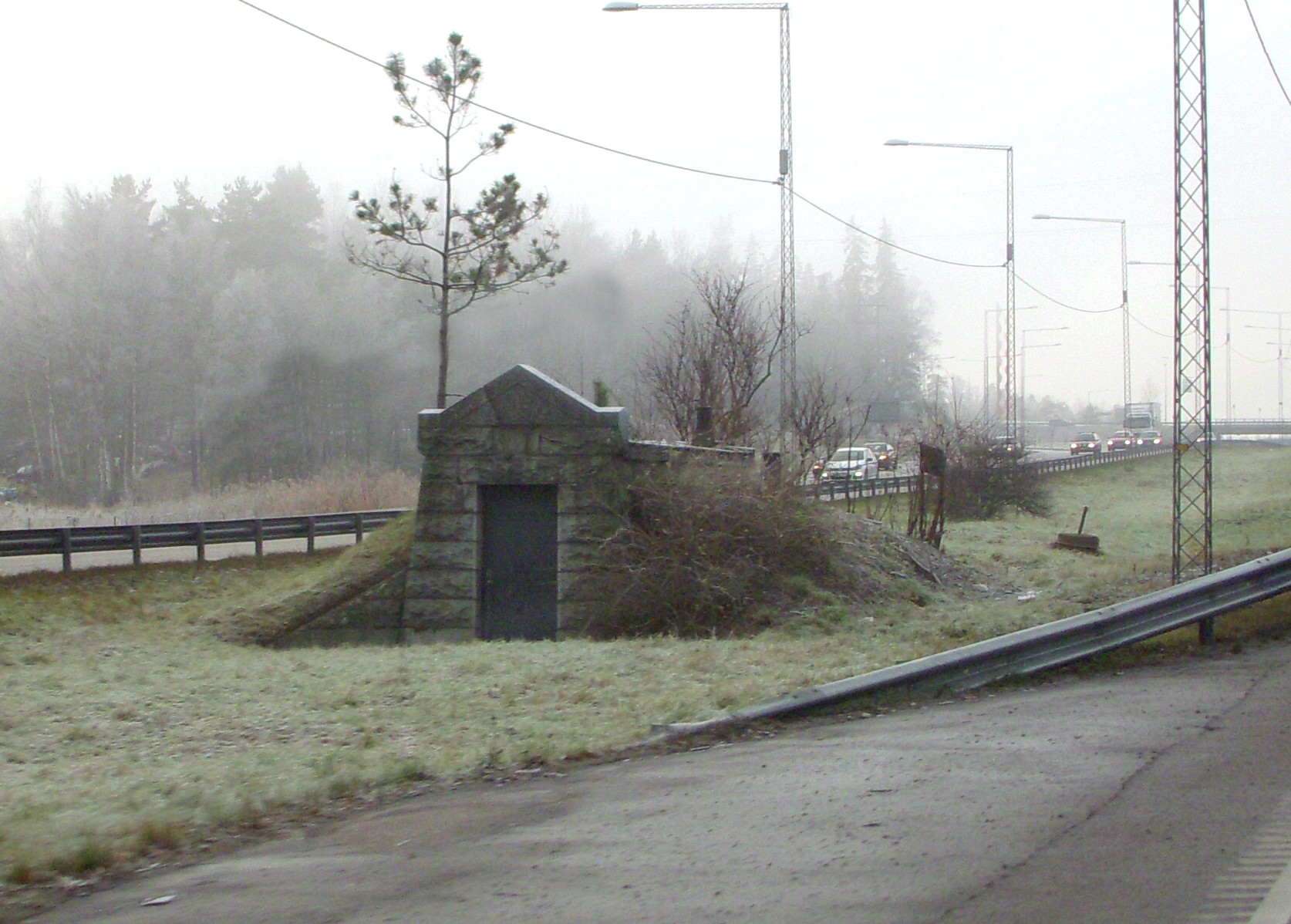
Vid Kungens kurva korsar vattenledningen Södertäljevägen, här finns en kontrollstation.
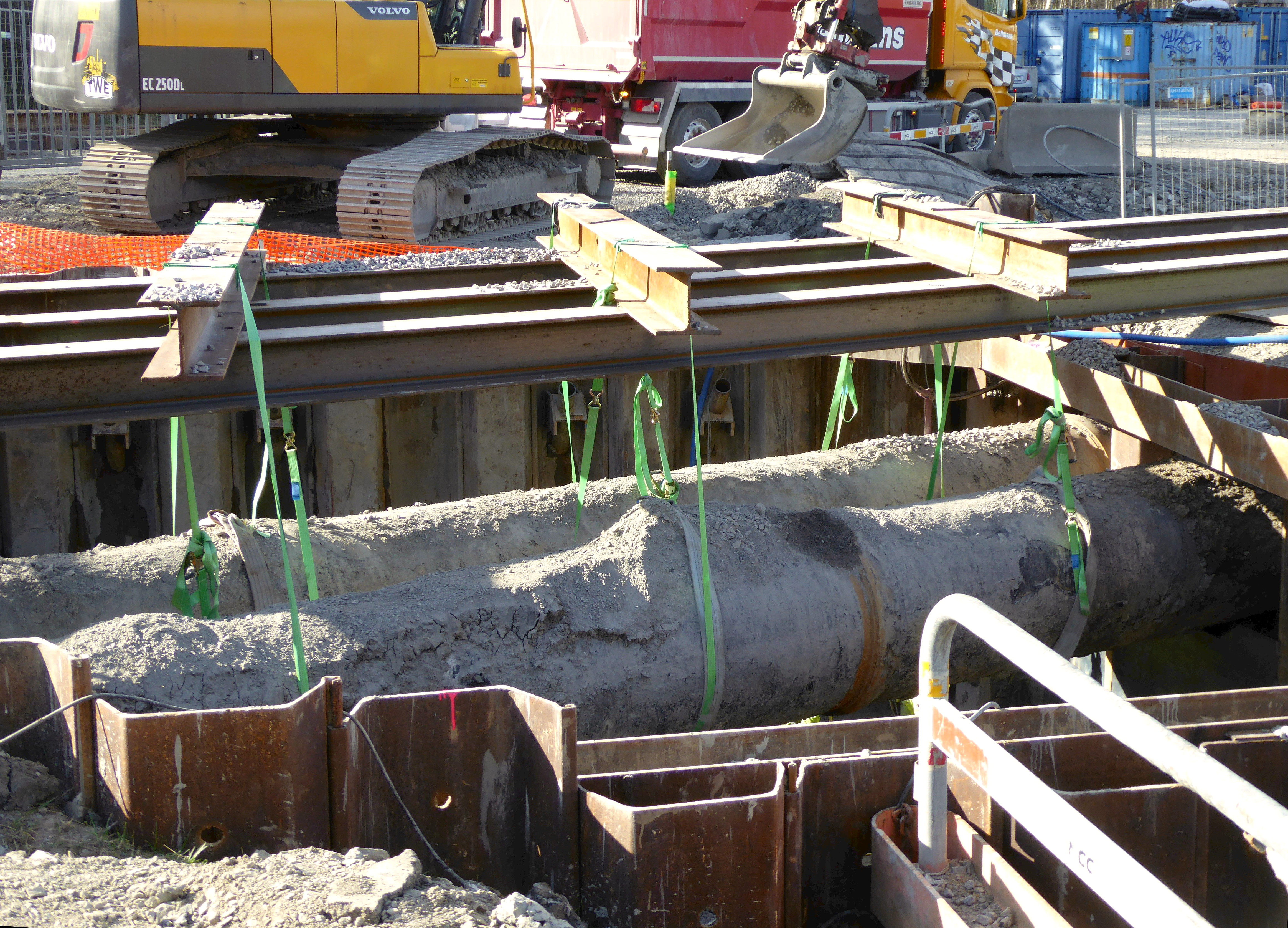
Frilagd ledning i Segeltorp
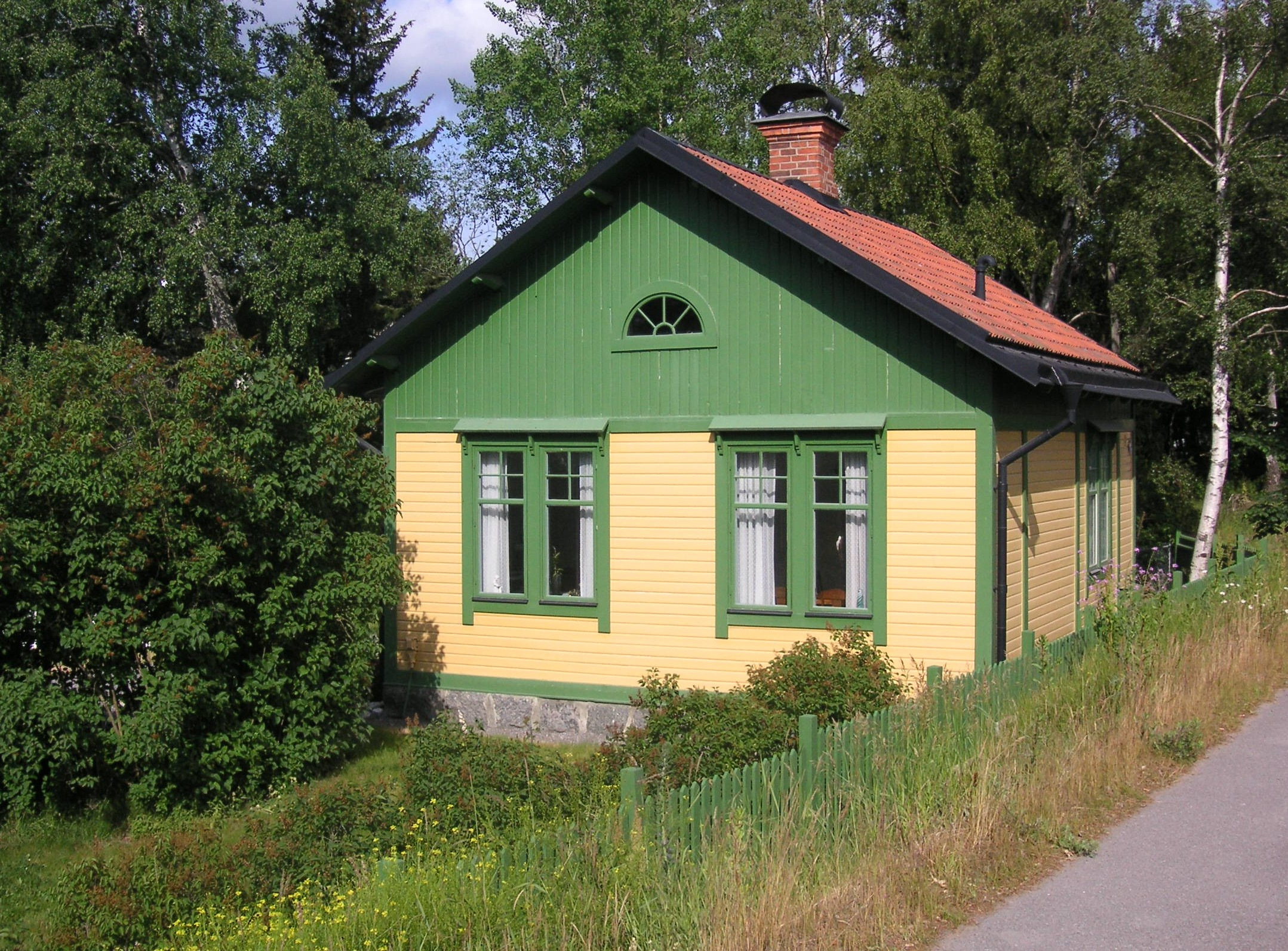
Vattenvaktarstugan i Segeltorp
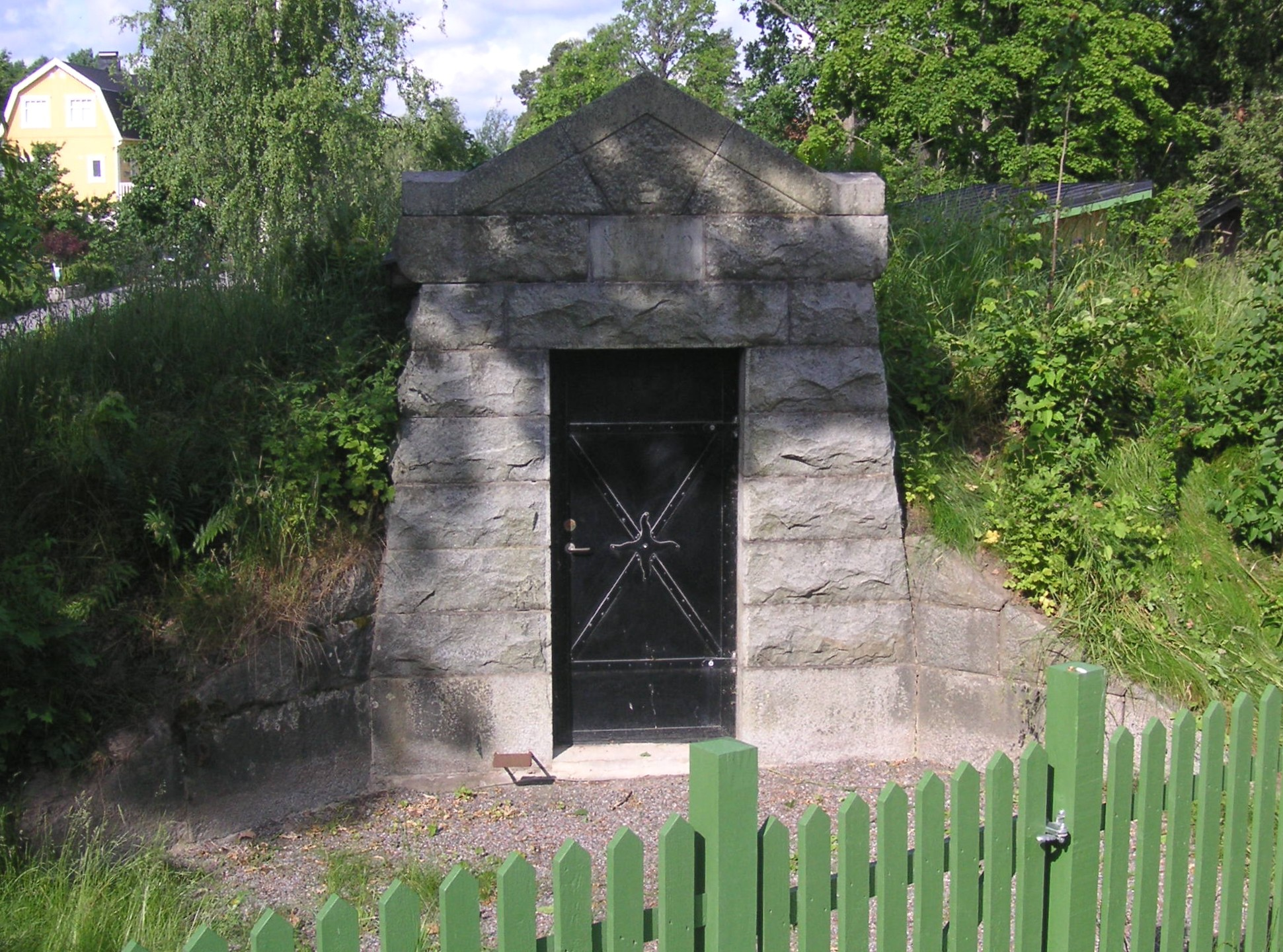
Kontrollstation i Segeltorp
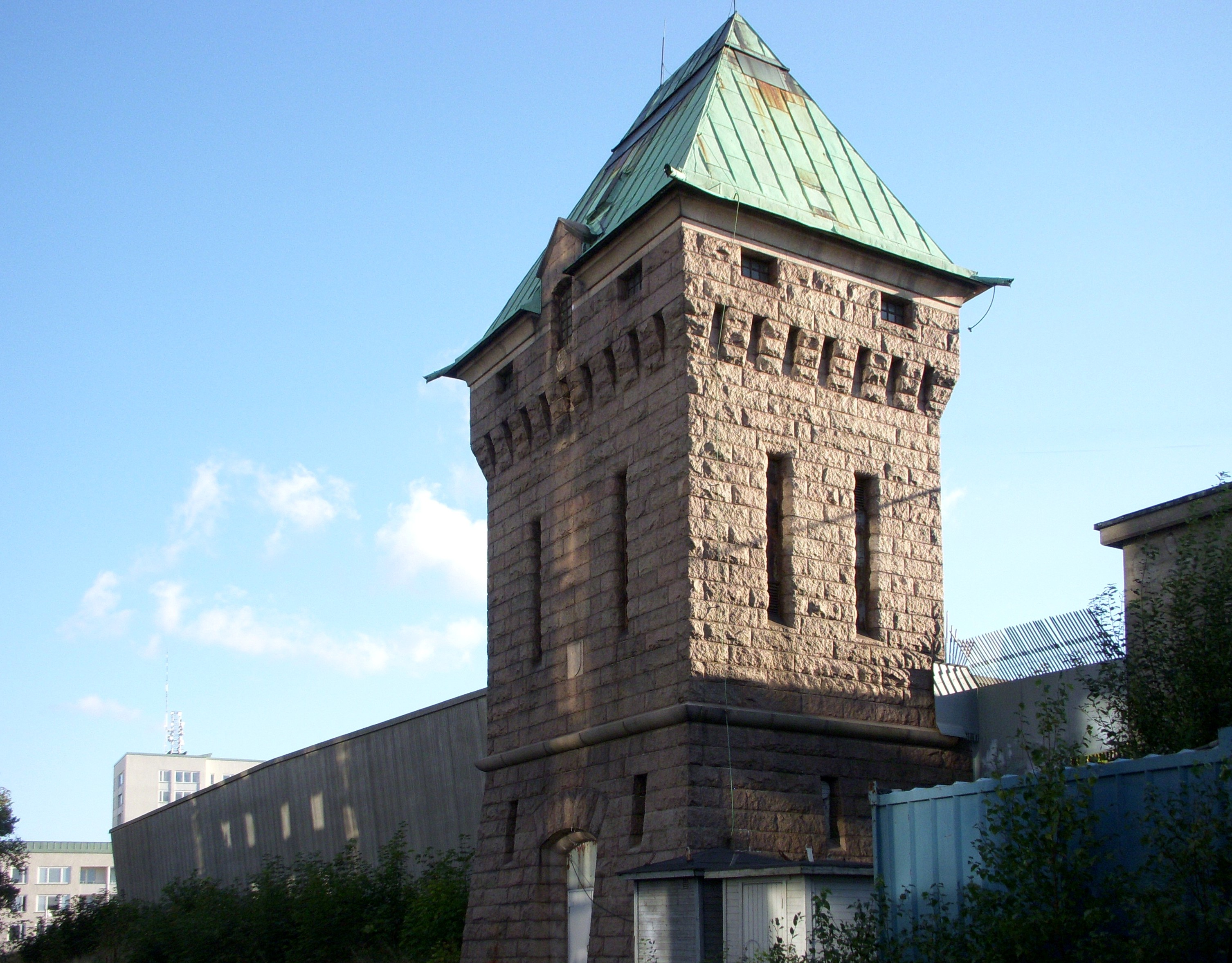
Slutstation: Trekantsreservoaren (torn från 1903)

## Andra rörledningen
Den andra ledningen Norsborg–Trekanten lades ut under åren 1914–1918. Denna gång valdes en 700 mm stålrörsledning, anledning till materialbyte var de dåliga erfarenheter som man hade haft med gjutjärnsrören. Under 1912 och 1913 hände flera rörbrott på gjutjärnsrör inne i Stockholm. Stora stycken slets ur rörväggen och omfattande vattenutflöden inträffade.
Arbetena med andra ledningen drog ut på tiden. Rören köptes i Tyskland som var i krig och stoppade leveranserna. Efter det arbete kunde man stänga Skanstullsverket (1918) och fem år senare även Eriksdalsverket vid Årstaviken.

## Renoveringar
Under andra världskriget byttes båda ledningar ut mot två stycken 1 000mm stålrör, därmed kunde Norsborgsverkets kapacitet ökas till 190 000 m3 per dygn. I mitten av 1960-talet utfördes ytterligare en förändring, då byttes båda stålrören mellan Norsborg och Fittja mot en enda ledning som har en diameter på 1 400 mm. 1985 var det fortfarande Stockholm Vattens grövsta vattenledning.